# Dzham
Кири́лл И́горевич Лупинос (род. 27 января 1986, Смоленск, РСФСР, СССР), наиболее известен под сценическими псевдонимами Dzham и KDDK — российский музыкальный исполнитель, продюсер, начавший свою музыкальную карьеру в стиле хип-хоп и в дальнейшем плавно перешедший на клубную тематику, став артистом в жанре мэшап, Хип-хоп и дэнс в России. На данный момент Dzham выступает под псевдонимом KDDK. Основатель и владелец лейбла «Effective Records».

## Биография
Родился 27 января 1986 года в Смоленске.
Позже, молодой человек перебрался из родного города в Москву, где обосновался. Во время пика зарубежной Хип-хоп культуры к концу СССР и началу в России, юноша сделал свои первые шаги в музыкальном творчестве, желая популяризировать данную культуру на своей родине.
В 2004 году Dzham совместно с Шпинна/Killah Diz (Григорий Дренясов) основывают группу "Хищная паства" - закрепляют создание группы треком "Время Отцов", выступлением в 2005 году на фестевале Rap Прорыв затем размещением трека на одноимённом сборнике. В дальнейшем  Dzham совместно с новым коллективом выпускает первый альбом "Город порока", при поддержке российского лейбла «Союз», так же группа снимает первый видеоклип "Районы" .
В 2007 году Dzham снимает свой второй клип «Настоящий хищник» и выпускает одноимённый сольный альбом на лейбле «Монолит», который вскоре становится рецензированным на Rap.ru.
В период с 2007 года по 2008 год Dzham выпустил два видеоклипа на песни «Раз и навсегда» и «Мой хип-хоп» (последняя становится достаточно прослушиваемая), снятые Павлом Худяковым и оператором Михаилом Аграновичем, которые известны по сотрудничеству с различными артистами.
Позже исполнитель принимает серьёзный шаг в своей карьере и подписывает контракты с TOCO International IN и Radikal Records US.
Находясь в Лондоне, Dzham экспериментирует с танцевальным направлением. В будущем исполняет по мимо основного Хип-хопа в таких жанрах, как мэшап и дэнс.
В 2010 году Dzham записывает микстейп с американским диджеем и шоуменом DJ Whoo Kid (G Unit, Shadyville) и представляет все треки записанные за последний год, включая главный сингл, танцевальный трек «I m from Russia», популярность которому придал видеоклип.
В 2011 году Dzham представляет новый клип на танцевальную композицию I Like It, исполненную совместно с певцом и музыкантом David Todua. Песня I Like It очень сильно отличается от предыдущих работ Dzham, с ней он все дальше отдаляется от хип-хоп стиля уходя в танцевальную музыку.
Основатель и владелец музыкального лейбла «Effective Records». По мимо основного псевдонима, Dzham активно ведёт творческую деятельность как KDDK.
В свободное от студийной работы время, Dzham гастролирует по России, а также и за её пределами: Лондон, Париж, Дюссельдорф, Таллин, Нью-Йорк. Работает в качестве продюсера и занимается своим лейблом.

## Дискография

### Альбомы
- «РЭП ПРОРЫВ» № 20 (с участием группы «Хищная паства») (2005)
- «Город Порока» (совм. с группой «Хищная паства») (2006)
- «Настоящий Хищник» (2007)
- «Раз и навсегда» (2008)
- «Вождь» (2008) (совм. с группой «Хищная паства»)
- «I'm From Russia» (совм. с DJ Whoo Kid) (2010)

### Микстейпы
- «Reволюция Vol. 1» (совм. с DJ Kay) (2008)

## Видеография

### Клипы
- «Районы» (совм. с группой «Хищная паства») (2006)
- «Раз и Навсегда» (2007)
- «Мой Хип Хоп» (2008)
- «Бро» (совм. с Нигатив) (2008)
- «Say What» (совм. с Onyx) (2009)
- «Боссы Бабосы» (2009)
- «Every Day» (2009)
- «Get It Girl» (2009)
- «RedHanded» (совм. с Sway) (2010)
- «I'm From Russia» (2010)
- «I Like It» (2011)